# Гискар де Руси

Графство Руси на карте Франции XII века

Гискар де Руси (фр. Guiscard de Roucy; ум. 1180/81) — граф де Руси с не позднее 1160.
Сын Гуго I де Руси. По матери — внук Роберта Гвискара, в честь которого назван. В некоторых документах указан как Роберт Гискар де Руси.
Во главе вооружённого отряда совершил путешествие в Святую землю для помощи крестоносцам, вернулся в 1170 году.
Не позднее 1153 года женился на Елизавете де Марёйль (ум. после 1202), даме де Нёфшатель-сюр-Эн, дочери виконта Жана де Марёйля, вдове Робера де Пьерпона, сеньора де Монтэгю.
Дети:
- Рауль (ум. 1196), граф де Руси
- Жан (ум. 1200), граф де Руси
- Гискар (Генрих)
- Эсташия (ум. 1208/1211), наследница графства Руси
- Эбль, канонник в Реймсе
- Беатриса (ум. 1180).

После смерти Гискара де Руси его вдова Елизавета де Марёйль третьим браком вышла замуж за Рено де Мондивьеля.